# Уир, Джеймс
Джеймс Майкл Уи́р (англ. James Michael Weir; родился 4 августа 1995 года, Престон) — английский футболист, полузащитник.

## Клубная карьера
Уроженец Престона, Джеймс Уир начал играть в футбол в академии местного клуба «Престон Норт Энд». В 2011 году перешёл в молодёжную академию «Манчестер Юнайтед».
28 февраля 2016 года дебютировал в Премьер-лиге в матче против «Арсенала», выйдя на замену Андеру Эррере.
31 августа 2016 года, в последний день летнего трансферного окна, перешёл в «Халл Сити», подписав с командой трёхлетний контракт.
6 февраля 2024 года объявил о завершении карьеры игрока в возрасте 28 лет.

## Карьера в сборной
Выступал за сборные Англии до 18 и до 19 лет.

## Статистика выступлений
Данные приведены по состоянию на 28 февраля 2016 года
| Клуб              | Сезон            | Лига | Лига | Кубок Англии | Кубок Англии | Кубок лиги | Кубок лиги | Еврокубки | Еврокубки | Прочие | Прочие | Итого | Итого |
| Клуб              | Сезон            | Игры | Голы | Игры         | Голы         | Игры       | Голы       | Игры      | Голы      | Игры   | Голы   | Игры  | Голы  |
| ----------------- | ---------------- | ---- | ---- | ------------ | ------------ | ---------- | ---------- | --------- | --------- | ------ | ------ | ----- | ----- |
| Манчестер Юнайтед | 2015/16          | 1    | 0    | 0            | 0            | 0          | 0          | 0         | 0         | 0      | 0      | 1     | 0     |
| Манчестер Юнайтед | Итого            | 1    | 0    | 0            | 0            | 0          | 0          | 0         | 0         | 0      | 0      | 1     | 0     |
| Всего за карьеру  | Всего за карьеру | 1    | 0    | 0            | 0            | 0          | 0          | 0         | 0         | 0      | 0      | 1     | 0     |